# Flughafen Brașov-Ghimbav

i8
i11
i13
Der Flughafen Brașov-Ghimbav (rumänisch Aeroportul Internațional Brașov-Ghimbav, IATA-Code: GHV, ICAO-Code: LRBV) ist ein Flughafen bei Brașov (Kronstadt) im Südosten der historischen Region Siebenbürgen in Rumänien. Er liegt nordöstlich zwischen den Städten Ghimbav (Weidenbach) und Codlea (Zeiden) im Kreis Brașov, zirka sechs Kilometer nordwestlich der Kreishauptstadt Brașov.
Das früher auch als Militärflugplatz genutzte Areal ist zu einem Verkehrsflughafen ausgebaut worden, dessen Eröffnung im Juni 2023 stattfand.
Der Flughafen ist auch ein Standort der Luftfahrtindustrie. Die rumänische Firma Întreprinderea Aeronautică Română (IAR) wurde bereits 1925 in Brașov gegründet und Anfang der 2010er Jahre siedelte sich Airbus hier mit Werken aus zwei Geschäftsbereichen (Airbus Helicopters, Premium Aerotec) an.

## Geschichte

### Entstehung des Flugplatzes
In den Jahren 1925 bis 1927 entstand der heutige Flughafen als Werksflugplatz der Firma IAR sowie als Militärflugplatz für die Rumänischen Luftstreitkräfte. Hier wurden unter anderem die Jagdflugzeuge IAR-80 und 81 gebaut.
Während des Zweiten Weltkriegs lagen in Ghimbav zeitweise der Stab des 1. rumänischen Bombergeschwaders sowie die IV. und V. Bombergruppe.
Den Flugplatz nutzte auch die deutsche Luftwaffe zur Ausbildung rumänischer Jagdflugzeugführer (Jagdschule Kronstadt) und auch Flak-Personal (Ausbildungsstab für rumänische Flak). Im Verlauf des Krieges waren hier insbesondere nichtfliegende Verbände der Luftwaffe stationiert. IAR montierte Messerschmitt Bf 109 in Lizenz.
Eine befestigte Start- und Landebahn gab es während des Krieges noch nicht. Lediglich vor zwei großen und vier kleineren Hangars im militärischen Bereich im Nordwesten gab es ein befestigtes Vorfeld und im Südwesten befanden sich drei Hallen der Firma IAR.
Im April und Mai 1944 waren Brașov und sein Flugplatz zweimal das Ziel von Bombenangriffen der Eighth Air Force der United States Army Air Forces.
Am Ende des Kalten Kriegs war hier das 58. Helikopter-Regiment stationiert. Dessen 1. und einzige Staffel war mit am Platz bei IAR montierten IAR-316 ausgerüstet. 1995 wurde im Stadtzentrum Brașovs die „Henri Coandă“ Luftwaffenakademie gegründet. Die militärische Nutzung des Flugplatzes selbst endete Anfang des 21. Jahrhunderts, zuletzt lagen hier bis Ende 2003 IAK-52-Schulflugzeuge.

### Ausbau zum Verkehrsflughafen
Der Startschuss zum Ausbau zu einem Verkehrsflughafen erfolgte 2005 und der offizielle Baubeginn 2008 durch den Generalunternehmer Intelcan. Der erste Bauabschnitt war in den Jahren 2013/14 der Neubau der Start- und Landebahn. Nach einer Pause erfolgten 2018 weitere Auftragsvergaben sowie die Ausschreibung für den Bau des Passagierterminals. Die 2,8 Kilometer lange Landebahn ist fertig gebaut.
Im Mai 2019 sollte mit dem Aufbau von neun Flughafengebäuden für etwa 34 Mio. Lei (ca. 7 Mio. Euro) begonnen werden. Wegen Unstimmigkeiten bei der Vergabe zum Aufbau des Flughafenterminals der gleichen Hermannstädter Baufirma für etwa 40 Mio. Euro wurde dessen Bau verschoben.
Nach Unterzeichnung eines Bauvertrags von 145,5 Mio. Lei (ca. 30 Mio. Euro) des Kreisrates Brașov wurden die Bauarbeiten Anfang 2020 am Flughafen erneut aufgenommen, um voraussichtlich Anfang 2021 in Betrieb gehen zu können. Überlegungen, den Flughafen an das Eisenbahnnetz anzuschließen, könnte das Vorhaben 300 Mio. Euro kosten.

### Neueröffnung
Der Flughafen wurde am 15. Juni 2023 eröffnet und in den ersten zwölf Monaten bestätigt das Unternehmen ein Passagieraufkommen von 134.631 Menschen.

## Fluggesellschaften und Ziele
Zurzeit bedient der Flughafen Linien- und Charterdienste nach Europa und in Mittelmeerländer; aktuelle Ziele und Fluggesellschaften sind auf der Website des Flughafens zu finden.

## Bilder

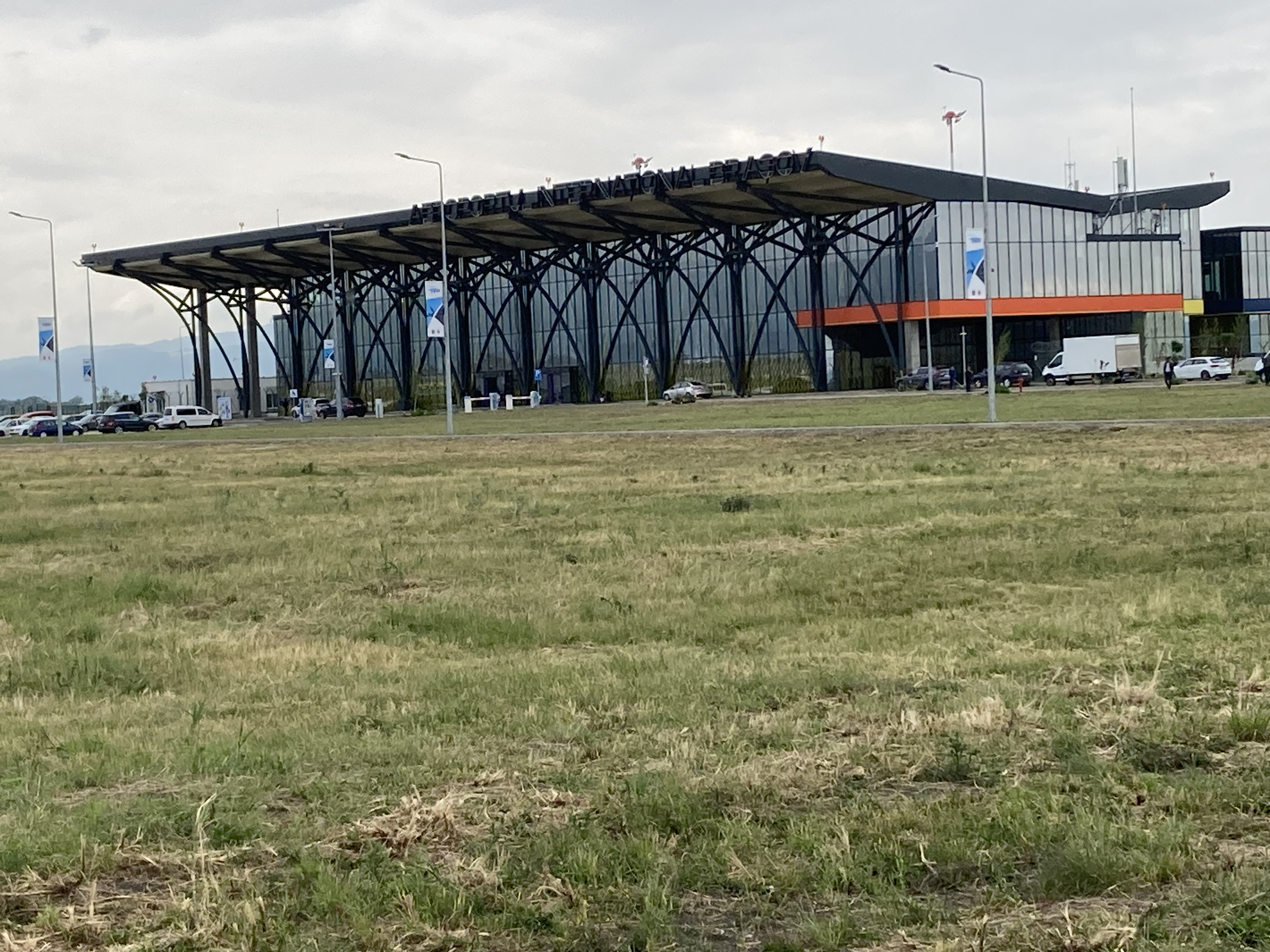
Flughafenhalle
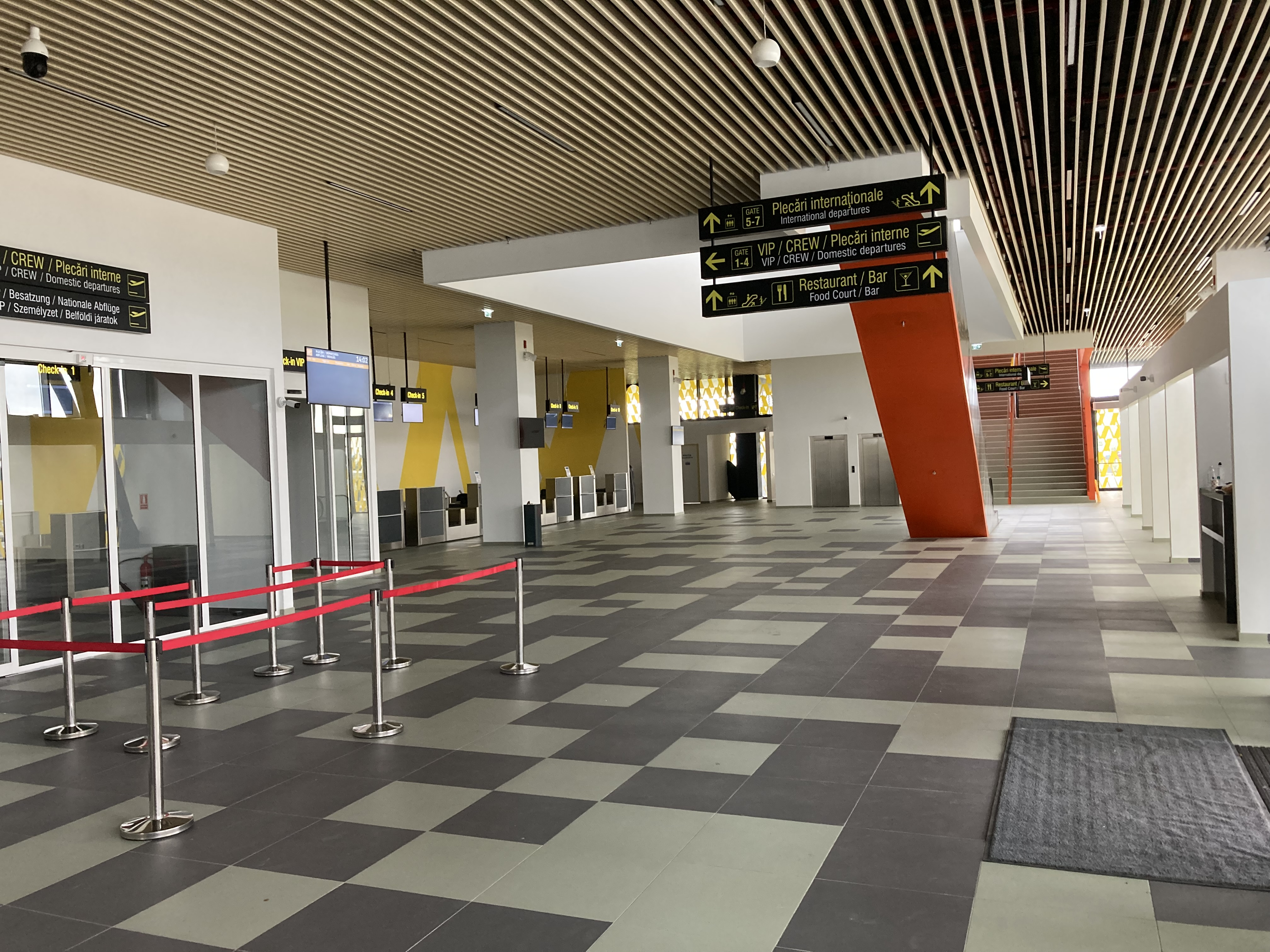
Flughafenhalle, Schalter
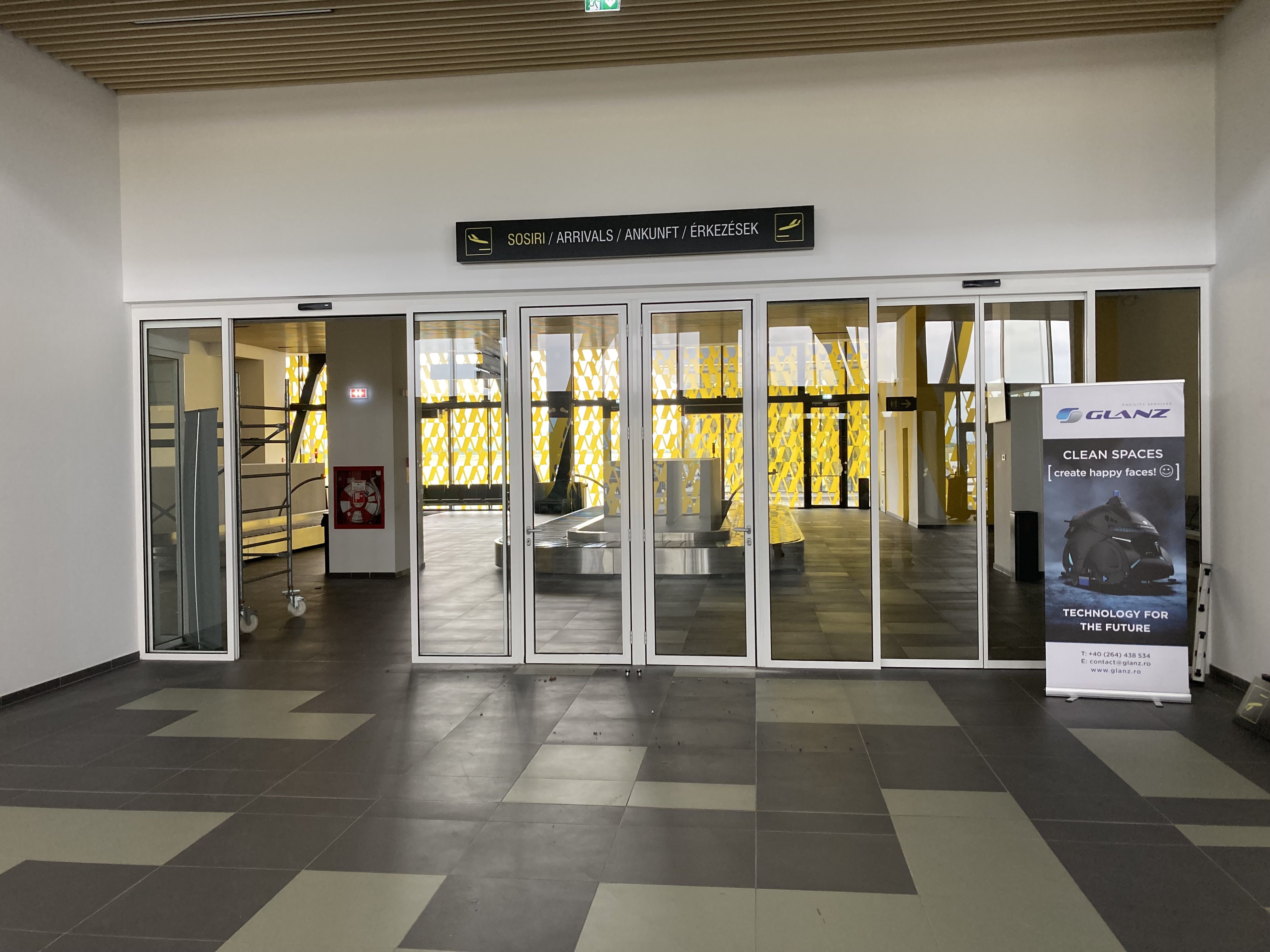
Flughafenhalle, Ankunft
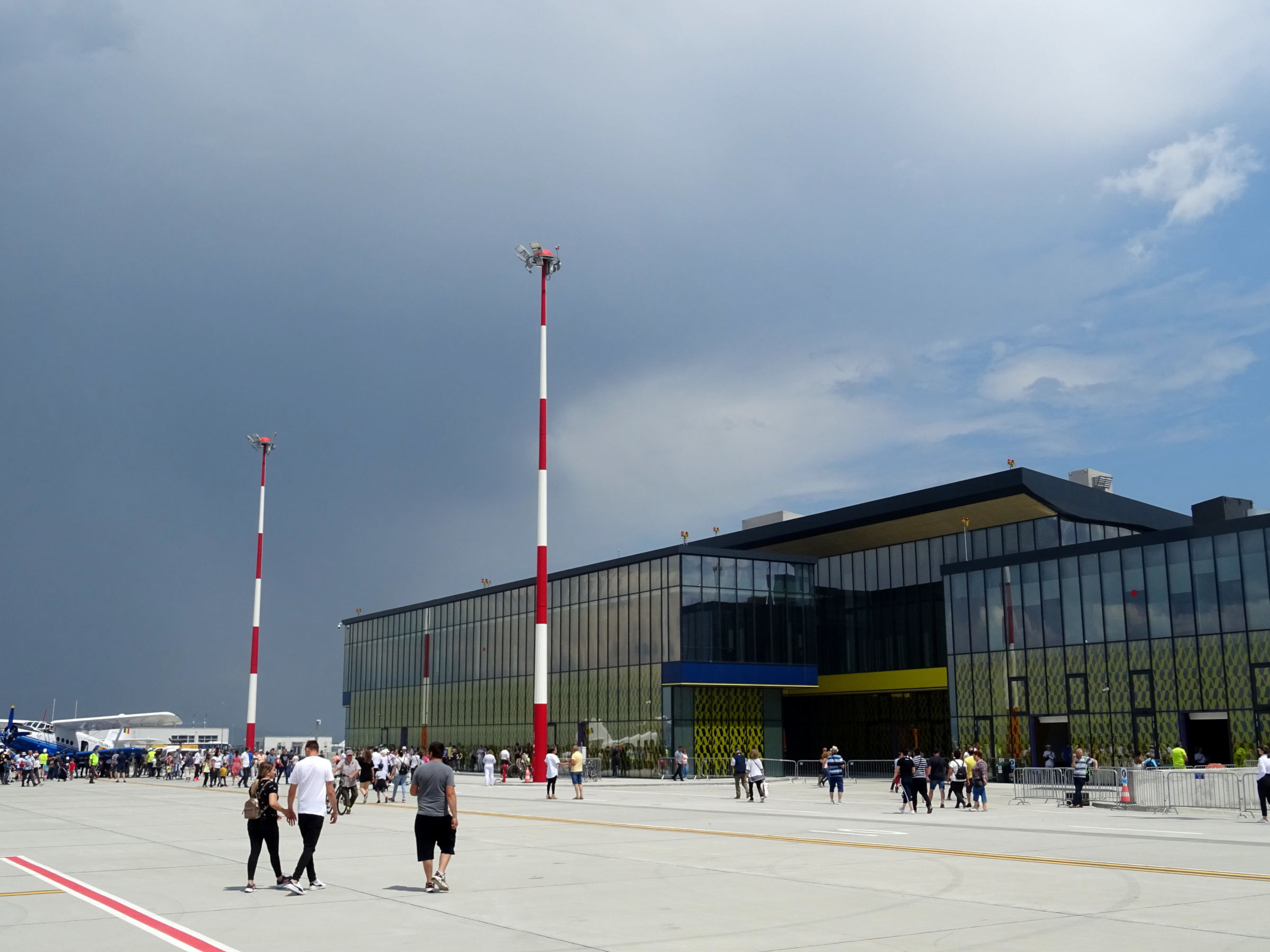
Flughafenhalle, Rückseite